# Ghost (canción de Justin Bieber)
«Ghost» es una canción del cantante canadiense Justin Bieber. Se lanzó como sencillo por Def Jam Recordings el 1 de enero de 2021. La canción fue escrita por Bieber, Michael Pollack, Raul Cubina y los productores Andrew Watt, Jon Bellion y The Monsters & Strangerz. Fue lanzado como sexto y último sencillo del sexto álbum de estudio de Bieber, Justice, por Def Jam Recordings el 10 de septiembre de 2021.

## Composición
La canción fue escrita por Bieber junto a Jon Bellion, Alexander Izquierdo, Jordan Johnson. 

## Video musical
El video de "Ghost" se lanzó el 8 de octubre de 2021 junto con la canción y fue protagonizado por Bieber y Diane Keaton.  

## Créditos y personal
Créditos adaptados de Tidal.
- Justin Bieber – voz principal, coros, composición
- Jonathan Bellion – composición, coros, producción, ingeniería, programación
- Michael Pollack – composición
- The Monsters & Strangerz – producción, bajo, batería, teclados, programación
- Ryan Lytle – asistente de ingeniería de grabación
- Pierre-Luc Rioux – guitarra
- Heidi Wang – asistente de mezcla, ingeniería
- Colin Leonard – masterización
- Josh Gudwin – mezcla

## Posicionamiento en listas
| Listas (2021–2022)                        | Mejor posición |
| ----------------------------------------- | -------------- |
| Alemania (Official German Charts)         | 79             |
| Australia (ARIA)                          | 11             |
| Austria (Ö3 Austria Top 40)               | 75             |
| Bélgica (Ultratop 50) Flanders            | 28             |
| Canadá (Canadian Hot 100)                 | 2              |
| Dinamarca (Tracklisten)                   | 25             |
| Estados Unidos (Billboard Hot 100)        | 5              |
| Estados Unidos (Mainstream Top 40)        | 1              |
| Global 200 (Billboard)                    | 16             |
| Hungría (Rádiós Top 40)                   | 20             |
| Irlanda (IRMA)                            | 7              |
| Nueva Zelanda (RMNZ)                      | 16             |
| Países Bajos (Dutch Top 40)               | 16             |
| Países Bajos (Single Top 100)             | 23             |
| Portugal (AFP)                            | 44             |
| Reino Unido (UK Singles Chart)            | 19             |
| República Checa (Singles Digitál Top 100) | 87             |
| Singapur (RIAS)                           | 1              |
| Suecia (Sverigetopplistan)                | 72             |
| Suiza (Schweizer Hitparade)               | 83             |

## Certificaciones
| País           | Organismo certificador | Certificación | Ventas certificadas | Ref.   |
| -------------- | ---------------------- | ------------- | ------------------- | ------ |
| Alemania       | BVMI                   | Oro           | 200 000             | [ 26 ] |
| Australia      | ARIA                   | 6× Platino    | 420 000             | [ 27 ] |
| Brasil         | Pro-Música Brasil      | Diamante      | 160 000             | [ 28 ] |
| Canadá         | Music Canada           | 2× Platino    | 160 000             | [ 29 ] |
| Dinamarca      | IFPI Dinamarca         | Platino       | 90 000              | [ 30 ] |
| España         | PROMUSICAE             | Platino       | 60 000              | [ 31 ] |
| Estados Unidos | RIAA                   | 3× Platino    | 3 000 000           | [ 32 ] |
| Francia        | SNEP                   | Oro           | 100 000             | [ 33 ] |
| Italia         | FIMI                   | Platino       | 100 000             | [ 34 ] |
| Noruega        | IFPI Noruega           | Oro           | 30 000              | [ 35 ] |
| Nueva Zelanda  | RMNZ                   | Platino       | 30 000              | [ 36 ] |
| Polonia        | ZPAV                   | Oro           | 25 000              | [ 37 ] |
| Portugal       | AFP                    | Platino       | 10 000              | [ 38 ] |
| Reino Unido    | BPI                    | Platino       | 600 000             | [ 39 ] |
| Streaming      |                        |               |                     |        |
| Grecia         | IFPI Grecia            | Oro           | 1 000 000           | [ 40 ] |
| Suecia         | GLF                    | Oro           | 4 000 000           | [ 41 ] |